# Czesław Artyszuk
Czesław Artyszuk (ur. 15 października 1952 w Olszynie) – polski polityk, poseł na Sejm PRL VIII kadencji.

## Życiorys
W 1973 wstąpił do Zjednoczonego Stronnictwa Ludowego, gdzie zasiadał w prezydium Gminnego Komitetu. Działał także w Związku Socjalistycznej Młodzieży Polskiej, gdzie był wiceprzewodniczącym Zarządu Gminnego oraz członkiem prezydium Zarządu Wojewódzkiego w Białej Podlaskiej. Był też przewodniczącym Rady Gminnej Ludowych Zespołów Sportowych. Pełnił funkcję prezesa zarządu rolniczej spółdzielni w Olszynie. Uzyskał tytuł zawodowy inżyniera rolnika w Akademii Rolniczej w Lublinie w 1979. W latach 1980–1985 pełnił mandat posła na Sejm PRL VIII kadencji w okręgu Biała Podlaska. Zasiadał w Komisji Przemysłu Ciężkiego, Maszynowego i Hutnictwa, Komisji Rolnictwa i Przemysłu Spożywczego oraz w Komisji Przemysłu.